# ليام تومسيت
ليام تومسيت (بالإنجليزية: Liam Tomsett)‏ (27 أكتوبر 1992 في المملكة المتحدة - ) هو لاعب كرة قدم بريطاني في مركز الوسط. لعب مع نادي بلاكبول ونادي هايد إف سي وAFC Fylde ‏ ونادي ألترينتشام ونادي آير يونايتد.

## وصلات خارجية
- ليام تومسيت على موقع قاعدة بيانات كرة القدم.إي يو (الإنجليزية)
- ليام تومسيت على موقع Soccerbase.com (لاعب) (الإنجليزية)